# Tolonus curvicauda
Tolonus curvicauda là một loài tò vò trong họ Ichneumonidae.